# 吉田直人 (政治家)
吉田 直人（よしだ なおと、1956年（昭和31年）9月13日 - ）は、日本の政治家。松茂町長。徳島県出身。

## 経歴
芦屋大学教育学部卒業。1979年（昭和54年）に松茂町役場に奉職し、松茂町議会事務局・企画財政課長・総務課長・産業建設参事などを歴任する。
2013年（平成25年）9月12日より松茂町副町長に就任。2017年（平成29年）7月18日の松茂町長選挙に出馬し無投票で初当選。現職の広瀬憲発が5期を務めたため、同町にとって20年ぶりの新町長となった。